# Zhi Xiong Yu
Zhi Xiong Yu (romanización de 余志雄) (1955) es un botánico chino, un especialista en Rubus; desarrollando actividades académicas en la «Universidad Agrícola de Jiangxi».

## Algunas publicaciones
- qi-rong Guo, Zhi-xiong Yu, jian-min Shi. 2005. A Physio-ecological Study on Photosynthesis of Sinomanglietia glauca and Two Species in Manglietia Bl.[J] Acta Agriculturae Universitis Jiangxiensis

- xin-chun Lin, zhi-xiong Yu, li-hong Qiu, guo-min  Xiao, li Liu 2003. Studies on Genetic Diversity of Endangered Sinomanglietia glauca (Magnoliaceae). Acta Agriculturae Universitis Jiangxiensis
- La abreviatura «Z.X.Yu» se emplea para indicar a Zhi Xiong Yu como autoridad en la descripción y clasificación científica de los vegetales.[3]